# Muzeum Pożarnictwa w Kotuniu
Muzeum Pożarnictwa w Kotuniu – muzeum istniejące od 1982 roku we wsi Kotuń w województwie mazowieckim, w odległości 15 km na zachód od Siedlec.

## Historia
Muzeum Pożarnictwa powstało w 1982 roku na podstawie uchwały Zarządu OSP w Kotuniu. Do prac organizacyjnych włączyły się wojewódzkie instytucje m.in. Zarząd Wojewódzki Związku OSP w Siedlcach, Wydział Kultury i Sztuki Urzędu Wojewódzkiego w Siedlcach, Muzeum Okręgowe w Siedlcach i Komendy Wojewódzkie Straży Pożarnych w Siedlcach. w 1983 roku wydano zarządzenie Wojewody Siedleckiego o utworzeniu oddziału Muzeum Okręgowego w Siedlcach pod nazwą Muzeum Pożarnictwa w Kotuniu i nadanie regulaminu przez Dyrektora Muzeum Okręgowego. Uroczyste otwarcie stałej wystawy miało miejsce w dniu 25.11.1983 r. przez Wojewodę Siedleckiego płk. dypl. pilota Janusza Kowalskiego. 
Po rozbudowie obiektu w latach 1984–1985 i 1987–1988 jego powierzchnia wzrosła trzykrotnie. W roku 2006 muzeum zostało całkowicie wyremontowane.

## Eksponaty
Muzeum mieści się w budynku Ochotniczej Straży Pożarnej w Kotuniu. Na koniec 2015 roku kolekcja obejmowała 455 muzealiów technicznych i 704 artystyczno-historycznych. Do powstania tak bogatej kolekcji przyczynili się strażacy z całej Polski, a zwłaszcza z terenu byłego woj. siedleckiego, którzy podarowali swoje własne pamiątki lub zabytkowe wyposażenie jednostek OSP i JRG. Muzeum posiada dział historii pożarnictwa, archiwum i bibliotekę.
Zgromadzone na eksponaty przedstawiają techniki pożarniczej w Polsce od połowy XIX do końca XX wieku. Ekspozycja podzielona jest na cztery tematyczne części:
- Rozwój techniki pożarniczej od połowy XIX do końca XX wieku.
- Podręczny sprzęt gaśniczy.
- Zabytkowe pojazdy pożarnicze.
- Kultura polskiego pożarnictwa.

Do ciekawszych eksponatów technicznych można zaliczyć ręczną sikawkę przenośną dwucylindrową ze składaną dźwignią z przełomu XVIII/XIX wieku; ręczne sikawki przenośne z początku XX wieku, produkowane przez firmę Józefa Troetzera w Warszawie, Fabrykę Wyrobów Żelaznych Braci Mencel w Warszawie, fabrykę Stanisława Trębickiego i S-ki w Warszawie i inne wytwórnie; sikawkę ręczną przewoźną ze skrzynią wodną na podwoziu jednoosiowym, która była na wyposażeniu Wojska Polskiego, broniącego przed atakami bombowymi mostu kolejowego na rzece Kostrzyń we wrześniu 1939 r.; motopompy Syrena I z 1935 roku i Syrena II, produkowane przez firmę Lilpop, Rau i Loewenstein w Warszawie; motopompę Silesia OM z 1933 roku, produkowaną przez firmę Karola Ochsnera i Syna w Bielsku; motopompę szwedzką m-ki Archimedes z 1947 roku, produkowaną w Sztokholmie i inne eksponaty np. bekadło przedłużone rogiem bawolim w celu uzyskania lepszej donośności głosu. Ogółem ekspozycja zawiera 20 sikawek ręcznych i 21 motopomp polskich i zagranicznych.
W sali historii, gdzie prezentowane są eksponaty artystyczno-historyczne, wśród sztandarów można zobaczyć sztandar OSP Wrotnów z 1925 r. – rękodzieło artystki ludowej. Płat sztandaru utkany został na krosnach w formie kapy. Przyszyty jest do niego obraz Św. Floriana, namalowany na białym płótnie przez wykonawczynię sztandaru. Są tu dyplomy nadane przez Związek Floriański dla OSP Mińsk Mazowiecki; pieczęcie sprzed 1915 roku w języku rosyjskim i okrągła ze św. Florianem z lat 1915–1922 oraz fotografia z 1919 roku przedstawiająca pogrzeb strażaka w Żelaznej k. Skierniewic, dokumentująca stary rodowód strażackiego ceremoniału pogrzebowego.
Do najcenniejszych archiwaliów zalicza się ozdobny adres pamiątkowy II Zjazdu Głównego Związku Straży Pożarnych RP z 1924 roku, skierowany do Prezesa Rady Ministrów i Ministra Skarbu Władysława Grabskiego, z dedykacją następującej treści: „Zjednoczone Strażactwo Polskie na Walnym Swym Zjeździe w stolicy Najjaśniejszej Rzeczypospolitej składa wyrazy najwyższej czci założycielowi Związku Floriańskiego Panu Władysławowi Grabskiemu Prezesowi Rady Ministrów i Ministrowi Skarbu w uznaniu jego Myśli Państwowotwórczej i Orędownictwa dla ideologii Ochotnika – Obywatela – Strażaka. Warszawa d. 17 Sierpnia 1924 r.”. W środku czterech stron znajduje się czternaście podpisów Rady Nadzorczej, w tym Bolesława Chomicza i Józefa Tuliszkowskiego, oraz wszystkich uczestników Zjazdu.
W bibliotece muzeum zgromadzono ponad 300 tytułów książek pożarniczych i jednodniówek. Najstarsze pochodzą z roku 1919. W zbiorze bibliotecznym są ponadto regulaminy, instrukcje i akty prawne dotyczące ochrony przeciwpożarowej oraz roczniki Strażaka od 1963 roku i Przeglądu Pożarniczego od 1964 roku, a także pojedyncze egzemplarze z lat wcześniejszych.